# ألم غير متناسب
ألم غير متناسب (بالإنجليزية: Pain out of proportion)‏ أو ألم غير متناسب مع الفحص الجسدي (بالإنجليزية: pain out of proportion to physical examination)‏ هي علامة طبية يكون فيها الألم الظاهر في الشخص غير مُتناسب مع العلامات الطبية الأُخرى الموجودة. تحدث هذه العلامة في عددٍ من الحالات الطبية، ومنها:
- مرض أكل اللحم[1]
- متلازمة الحيز[2]
- جلطة معوية[3]